# Abandon de poste
Abandon de poste  es una película del año 2010.

## Sinopsis
Un duelo cuenta el duelo silencioso entre un guarda de seguridad negro y una estatua africana negra de tamaño natural, así como el enfrentamiento entre un joven negro y un hombre mayor blanco, propietario de una galería de arte.

## Premios
- Besançon 2010
- Milán 2011